# Juliana Marie Brunšvická
Juliana Marie Brunšvická (německy Juliane Marie von Braunschweig-Wolfenbüttel-Bevern; 4. září 1729, Wolfenbüttel – 10. října 1796, Fredensborg) byla jako manželka dánského krále Frederika V. v letech 1752–1766 dánská a norská královna. Byla významnou zastánkyní dánského konzervativismu a regentka de facto nástupce Frederika V., jeho syna z prvního manželství Kristiána VII.

## Původ
Juliana Marie byla dcerou brunšvicko-lüneburského vévody Ferdinanda Albrechta II. a jeho ženy Antoinetty Amálie. Měla 10 sourozenců, z nichž se sestra Alžběta Kristýna stala pruskou královnou.

## Královna
Dne 8. července roku 1752 se provdala za dánského krále Frederika V., asi rok poté, co zemřela jeho první žena Luisa Hannoverská. Z manželství se narodil jediný syn Frederik Dánský. Nikdy neusedl na trůn, králem se stal jeho syn jako Kristián VIII. Jak je patrné z Julianiných osobních deníků, jako manželka krále vedla klidný život, vzdálený od politického dění.

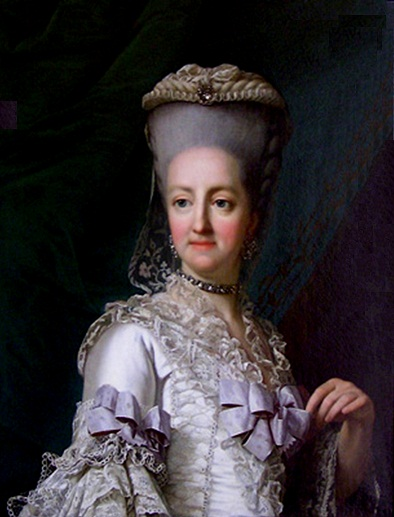
Juliana Marie Brunšvická. Portrét z roku 1780

## Královna vdova

### Vláda Kristiána VII.
V roce 1766 Juliana Marie ovdověla. Nový král, její nevlastní syn Kristián VII., vedl skandální a prostopášný život a kromě toho trpěl mentálními problémy (patrně lehká forma schizofrenie), jež ho prakticky zcela vzdalovaly od státních záležitostí; jejich správu delegoval na svého lékaře Johanna Friedricha Struensee a svou manželku, královnu Karolinu Matyldu. Liberální reformy, které Struensee zaváděl, a jeho románek s Karolinou Matyldou byly nestravitelné pro dánské konzervativce, v jejichž čele stála královna vdova Juliana Marie. Podařilo se jim realizovat spiknutí, v jehož důsledku byl 17. ledna roku 1772 Struensee a jeho spolupracovníci uvězněni, posléze odsouzeni za údajné intriky proti králi a 28. dubna popraveni. Karolina Matylda byla vypovězena ze země.

### Regentství syna Frederika
Syn Juliany Marie Frederik byl jmenován regentem nové vlády, byl však pouhou loutkou v rukou své matky a ministra Ove Høegh-Guldberga. Vláda byla extrémně konzervativní a Juliana Marie se etablovala jako heroina aristokracie, zachovávající její privilegia a udělující nové tituly (ovšem vedena snahou upevnit svou moc). Její moc skončila 14. dubna roku 1784, kdy její nevlastní vnuk, princ následník Frederik VI., překvapil palácovým převratem a stal se novým regentem. Juliana Marie a Ove Høegh-Guldberg se pokoušeli s princem spojit, ten však nastolil novou vládu, samostatnou a nezávislou, a znovu zavedl řadu Struenseeho liberálních reforem.

## Smrt a potomci na trůnu
Vzdálená politického života, královna vdova zemřela v roce 1796 v paláci Fredensborg. Její ostatky byly pochovány v katedrále Roskilde, místě posledního odpočinku dánských králů.

Třebaže nikdy nedosáhla toho, aby její syn Frederik usedl na dánském trůně místo svého staršího nevlastního bratra, nemocného a k vládě nezpůsobilého Kristiána VII., její ambice obsadit trůn svým potomkem došly naplnění v další generaci, když se dánským a norským králem stal v roce 1839 její vnuk Kristián VIII., Frederikův syn. Jeho synem Frederikem VII., který zemřel bezdětný, sice tato větev oldenburské dynastie vymřela, dynastie však našla pokračování v osobě dcery Frederika Dánského, Luisy Šarloty Dánské, jejíž dcera a tedy neteř Kristiána VIII. Luisa Hesensko-Kasselská se provdala za prince Kristiána z dynastie Schleswig-Holstein-Sonderburg-Glücksburg (po matce pravnuk Frederika V.); ten pak nastoupil na dánský trůn jako král Kristián IX., nazývaný tchánem Evropy, neboť jeho potomci našli své místo v panovnických rodech nebo přímo na trůnech celého kontinentu.

## Vývod z předků
|                          |                                                             |  |                                   |                                                       |  |  |  |  |  |  |  | Jindřich Brunšvicko-Dannenberský |
|                          |                                                             |  |                                   |                                                       |  |  |  |  |  |  |  |                                  |
|                          | August II. Brunšvicko-Wolfenbüttelský                       |  |                                   |                                                       |  |  |  |  |  |  |  |                                  |
|                          |                                                             |  |                                   |                                                       |  |  |  |  |  |  |  |                                  |
|                          |                                                             |  |                                   | Uršula Sasko-Lauenburská                              |  |  |  |  |  |  |  |                                  |
|                          |                                                             |  |                                   |                                                       |  |  |  |  |  |  |  |                                  |
|                          | Ferdinand Albrecht I. Brunšvicko-Wolfenbüttelský            |  |                                   |                                                       |  |  |  |  |  |  |  |                                  |
|                          |                                                             |  |                                   |                                                       |  |  |  |  |  |  |  |                                  |
|                          |                                                             |  |                                   | Jan Albert Meklenburský                               |  |  |  |  |  |  |  |                                  |
|                          |                                                             |  |                                   |                                                       |  |  |  |  |  |  |  |                                  |
|                          | Alžběta Žofie Meklenburská                                  |  |                                   |                                                       |  |  |  |  |  |  |  |                                  |
|                          |                                                             |  |                                   |                                                       |  |  |  |  |  |  |  |                                  |
|                          |                                                             |  |                                   | Markéta Alžběta Meklenburská                          |  |  |  |  |  |  |  |                                  |
|                          |                                                             |  |                                   |                                                       |  |  |  |  |  |  |  |                                  |
|                          | Ferdinand Albrecht II. Brunšvicko-Wolfenbüttelský           |  |                                   |                                                       |  |  |  |  |  |  |  |                                  |
|                          |                                                             |  |                                   |                                                       |  |  |  |  |  |  |  |                                  |
|                          |                                                             |  |                                   | Mořic Hesensko-Kasselský                              |  |  |  |  |  |  |  |                                  |
|                          |                                                             |  |                                   |                                                       |  |  |  |  |  |  |  |                                  |
|                          | Fridrich Hesensko-Eschwegský                                |  |                                   |                                                       |  |  |  |  |  |  |  |                                  |
|                          |                                                             |  |                                   |                                                       |  |  |  |  |  |  |  |                                  |
|                          |                                                             |  |                                   | Juliana Nasavsko-Dillenburská                         |  |  |  |  |  |  |  |                                  |
|                          |                                                             |  |                                   |                                                       |  |  |  |  |  |  |  |                                  |
|                          | Kristýna Hesensko-Eschwegská                                |  |                                   |                                                       |  |  |  |  |  |  |  |                                  |
|                          |                                                             |  |                                   |                                                       |  |  |  |  |  |  |  |                                  |
|                          |                                                             |  |                                   | Kazimír Falcko-Zweibruckenský                         |  |  |  |  |  |  |  |                                  |
|                          |                                                             |  |                                   |                                                       |  |  |  |  |  |  |  |                                  |
|                          | Eleonora Kateřina Falcko-Zweibrückenská                     |  |                                   |                                                       |  |  |  |  |  |  |  |                                  |
|                          |                                                             |  |                                   |                                                       |  |  |  |  |  |  |  |                                  |
|                          |                                                             |  |                                   | Kateřina Švédská                                      |  |  |  |  |  |  |  |                                  |
|                          |                                                             |  |                                   |                                                       |  |  |  |  |  |  |  |                                  |
| Juliana Marie Brunšvická |                                                             |  |                                   |                                                       |  |  |  |  |  |  |  |                                  |
|                          |                                                             |  |                                   |                                                       |  |  |  |  |  |  |  |                                  |
|                          |                                                             |  | August Brunšvicko-Wolfenbüttelský |                                                       |  |  |  |  |  |  |  |                                  |
|                          |                                                             |  |                                   |                                                       |  |  |  |  |  |  |  |                                  |
|                          | Anton Ulrich Brunšvicko-Wolfenbüttelský                     |  |                                   |                                                       |  |  |  |  |  |  |  |                                  |
|                          |                                                             |  |                                   |                                                       |  |  |  |  |  |  |  |                                  |
|                          |                                                             |  |                                   | Dorotea Anhaltsko-Zerbstská                           |  |  |  |  |  |  |  |                                  |
|                          |                                                             |  |                                   |                                                       |  |  |  |  |  |  |  |                                  |
|                          | Ludvík Rudolf Brunšvicko-Wolfenbüttelský                    |  |                                   |                                                       |  |  |  |  |  |  |  |                                  |
|                          |                                                             |  |                                   |                                                       |  |  |  |  |  |  |  |                                  |
|                          |                                                             |  |                                   | Fridrich Šlesvicko-Holštýnsko-Sønderbursko-Nordborský |  |  |  |  |  |  |  |                                  |
|                          |                                                             |  |                                   |                                                       |  |  |  |  |  |  |  |                                  |
|                          | Alžběta Juliana Šlesvicko-Holštýnsko-Sonderbursko-Norburská |  |                                   |                                                       |  |  |  |  |  |  |  |                                  |
|                          |                                                             |  |                                   |                                                       |  |  |  |  |  |  |  |                                  |
|                          |                                                             |  |                                   | Eleonora Anhaltsko-Zerbstská]                         |  |  |  |  |  |  |  |                                  |
|                          |                                                             |  |                                   |                                                       |  |  |  |  |  |  |  |                                  |
|                          | Antonie Amálie Brunšvicko-Wolfenbüttelská                   |  |                                   |                                                       |  |  |  |  |  |  |  |                                  |
|                          |                                                             |  |                                   |                                                       |  |  |  |  |  |  |  |                                  |
|                          |                                                             |  |                                   | Jáchym Arnošt Oettingenský                            |  |  |  |  |  |  |  |                                  |
|                          |                                                             |  |                                   |                                                       |  |  |  |  |  |  |  |                                  |
|                          | Albrecht Arnošt I. Öttingenský                              |  |                                   |                                                       |  |  |  |  |  |  |  |                                  |
|                          |                                                             |  |                                   |                                                       |  |  |  |  |  |  |  |                                  |
|                          |                                                             |  |                                   | Anna Dorotea z Hohenlohe-Neuensteinu                  |  |  |  |  |  |  |  |                                  |
|                          |                                                             |  |                                   |                                                       |  |  |  |  |  |  |  |                                  |
|                          | Kristýna Luisa Öttingenská                                  |  |                                   |                                                       |  |  |  |  |  |  |  |                                  |
|                          |                                                             |  |                                   |                                                       |  |  |  |  |  |  |  |                                  |
|                          |                                                             |  |                                   | Eberhard III. Württemberský                           |  |  |  |  |  |  |  |                                  |
|                          |                                                             |  |                                   |                                                       |  |  |  |  |  |  |  |                                  |
|                          | Kristýna Frederika Württemberská                            |  |                                   |                                                       |  |  |  |  |  |  |  |                                  |
|                          |                                                             |  |                                   |                                                       |  |  |  |  |  |  |  |                                  |
|                          |                                                             |  |                                   | Anna Kateřina ze Salm-Kyrburgu                        |  |  |  |  |  |  |  |                                  |
|                          |                                                             |  |                                   |                                                       |  |  |  |  |  |  |  |                                  |